# Кавач
Кавач (на сръбски: Кавач) е село в Черна гора, разположено в община Котор. Населението му според преброяването през 2011 г. е 671 души.

## Население
Численост на населението според преброяванията през годините:
- 1948 – 321 души
- 1953 – 326 души
- 1961 – 405 души
- 1971 – 423 души
- 1981 – 407 души
- 1991 – 466 души
- 2003 – 443 души
- 2011 – 671 души